# Kleinere Kolumbianische Riesenvogelspinne
Die Kleinere Kolumbianische Riesenvogelspinne (Xenesthis immanis) ist eine Spinne aus der Familie der Vogelspinnen (Theraphosidae), die mitunter bedingt durch ihr Erscheinungsbild eine gewisse Bekannt- und teilweise auch Beliebtheit erlangt hat.
Die englische Bezeichnung für die mittelamerikanische Art lautet Colombian lesserblack tarantula, deren Übersetzung etwa dem deutschen Trivialnamen entspricht.

## Merkmale

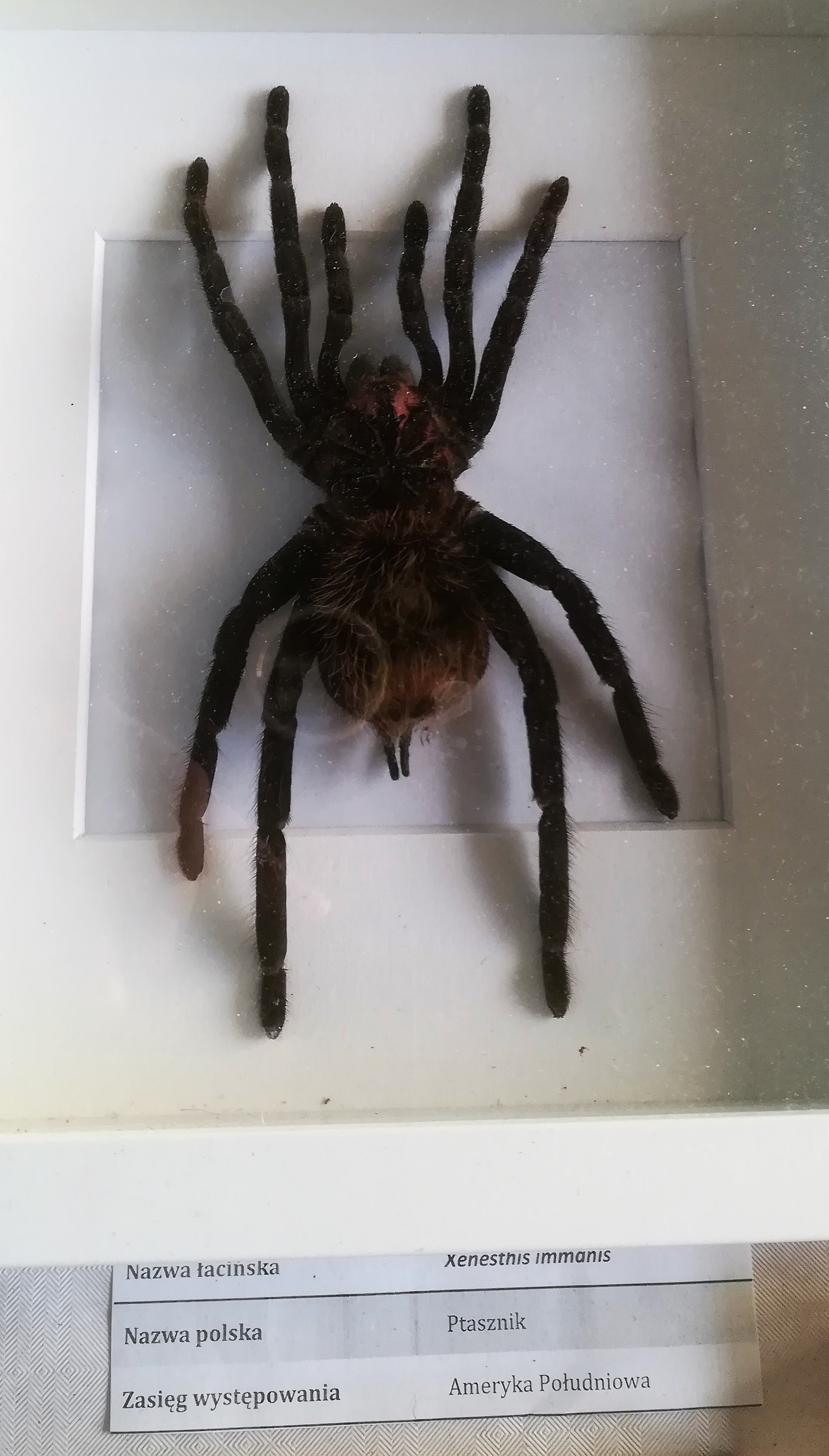
Draufsicht eines präparierten Weibchens mit den Zeichenelementen der Art.

Die Kleinere Kolumbianische Riesenvogelspinne erreicht eine Körperlänge von 70 bis 100 und eine Beinspannweite von 190 bis 250 Millimetern und zählt somit zu den größeren Vogelspinnen, wobei das Männchen auch hier im Regelfall kleiner bleibt und weniger kräftig als das Weibchen gebaut ist. Die auffällig gefärbte Art besitzt eine schwarze Grundfarbe. Der Carapax besitzt eine rötlich schimmernde Zeichnung. Die Behaarung des Opisthosomas weist eine hellbraune Farbgebung auf. Die Färbung des Männchen ist deutlich stärker ausgeprägt und weitaus kontrastreicher als die mattere des Weibchens; dies fällt besonders am stärker ausgeprägten Farbmuster des glänzenden Carapax des männlichen Tieres auf. Die Kleinere Kolumbianische Riesenvogelspinne verfügt über Brennhaare und ist damit zur Bombardierung fähig.

### Ähnliche Arten

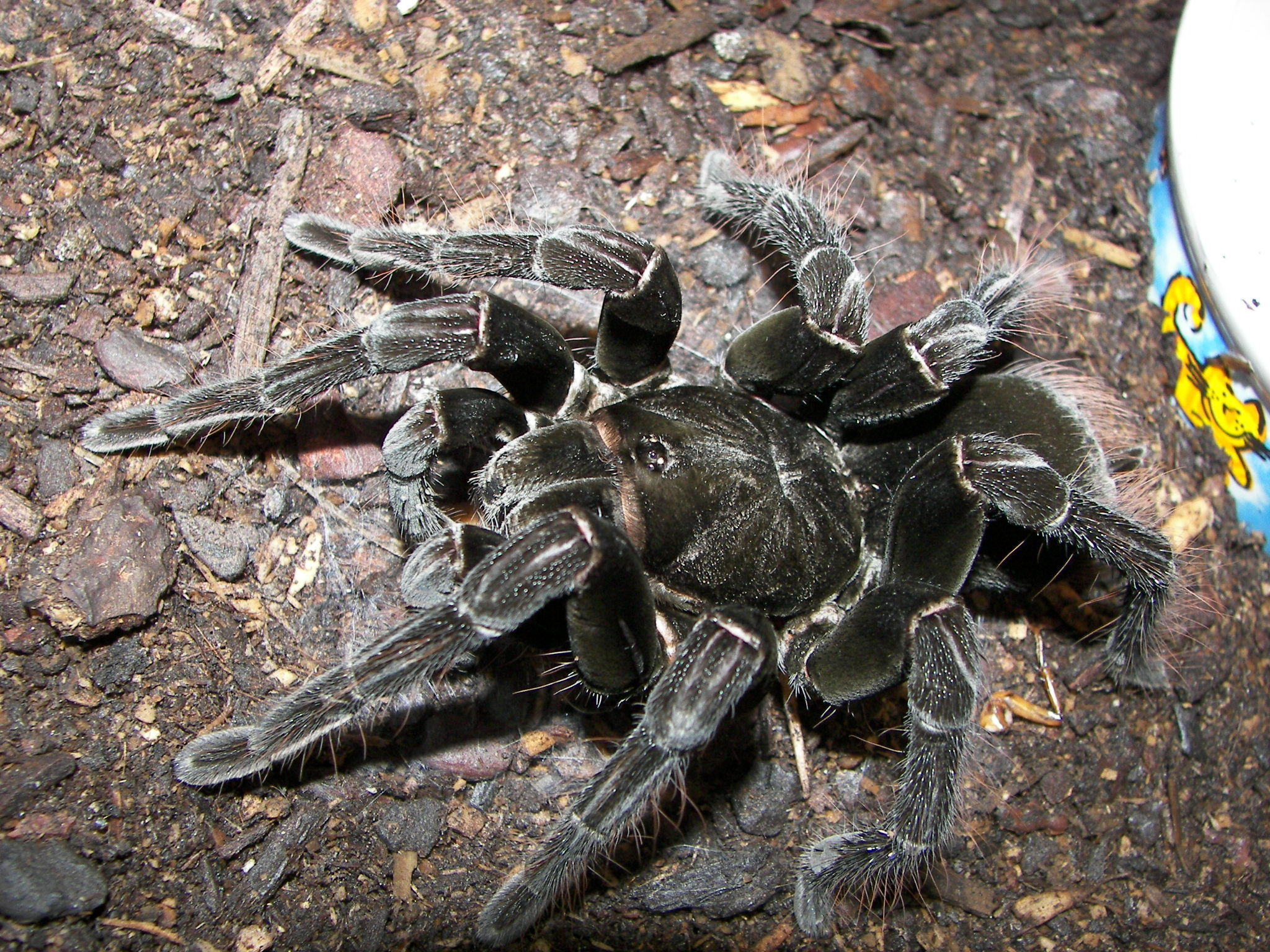
Weibchen der Peru-Blaufuß-Riesenvogelspinne (Pamphobeteus antinous)

Ähnliche Arten der Kleineren Kolumbianischen Riesenvogelspinne finden sich neben der eigenen Gattung auch in der Gattung Pamphobeteus wieder, da die Arten beider Gattungen über ähnliche Farbmuster verfügen. Ein bedeutender Unterschied ist jedoch die Scopula des vierten Beinpaares, die bei den Arten der Gattung Xenesthis einschließlich der Kleineren Kolumbianischen Riesenvogelspinne die gesamten Tarsen der Beine bedecken, während dies bei Pamphobeteus sp. nur auf der Unterseite der Tarsen der Fall ist.

## Vorkommen

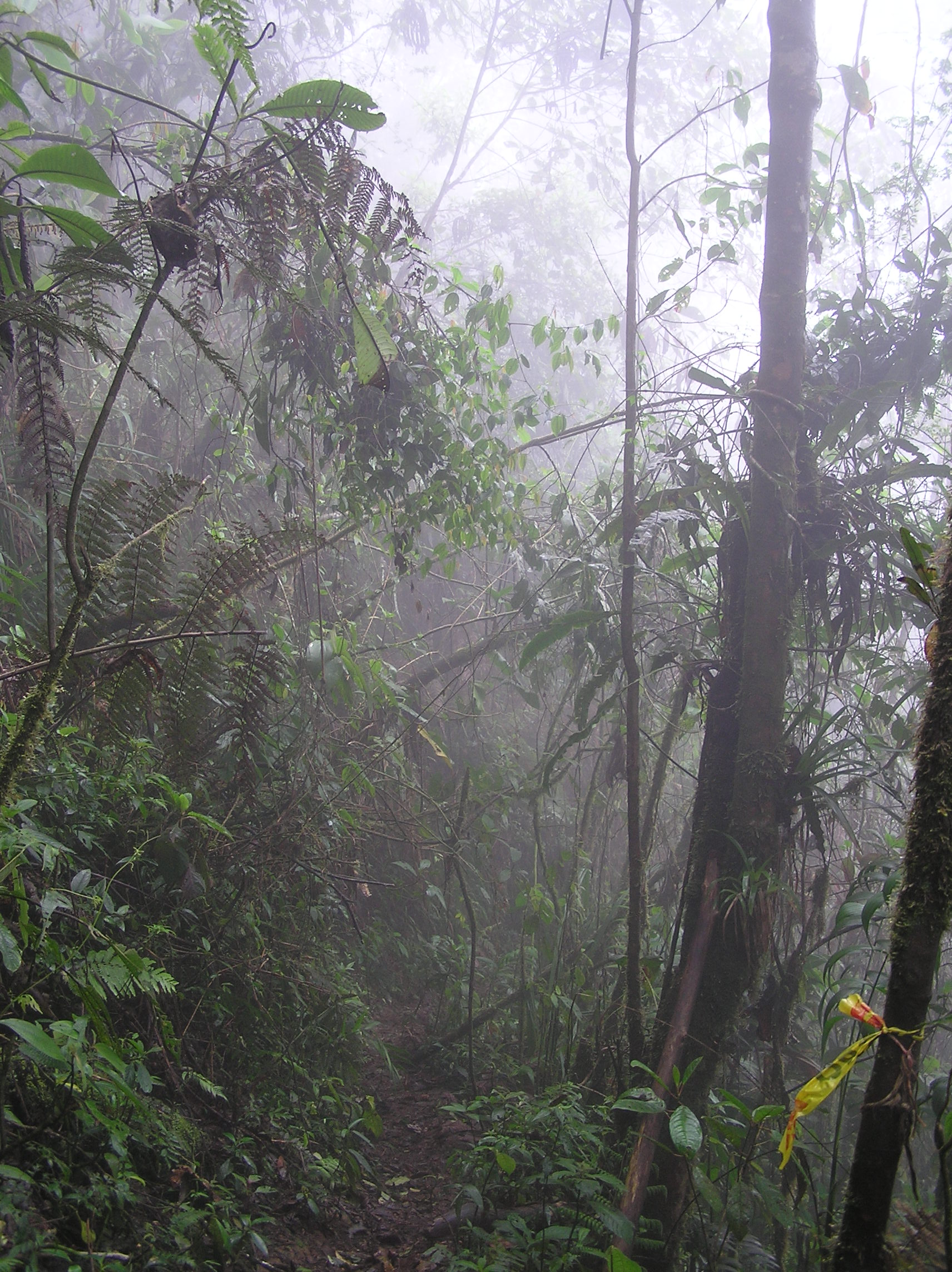
Tropischer Regenwald in der kolumbianischen Bergkette Farallones de Cali, einer der Lebensräume der Kleineren Kolumbianischen Riesenvogelspinne.

Das Verbreitungsgebiet der Kleineren Kolumbianischen Riesenvogelspinne reicht in Mittelamerika und dem nördlichen Südamerika von Panama bis Venezuela. Dort bewohnt die Art tropische Regenwälder. Im Gebiet der kolumbianischen Stadt Bogotá überschneidet sich der Lebensraum der Kleinere Kolumbianische Riesenvogelspinne mit jenem der Braunen Kolumbianischen Baumbewohnenden Riesenvogelspinne (Pamphobeteus fortis) und der zur gleichen Gattung zählenden Pamphobeteus ferox. Aufgrund der dort gebirgigen und deshalb nicht einfach zu erkundenden Region ist über die lokale Population der drei Arten nicht viel bekannt.

### Bedrohung und Schutz
Da die Bestände der Kleineren Kolumbianischen Riesenvogelspinne nicht von der IUCN erfasst werden, gibt es keine Informationen über mögliche Bedrohungen der Art.

## Lebensweise
Die Kleinere Kolumbianische Riesenvogelspinne zählt zu den bodenbewohnenden Vogelspinnen und gräbt sich Wohnröhren, die mit Gespinsten ausgekleidet werden. Diese werden bevorzugt an Böschungen, gerne jedoch auch an Straßenrändern angelegt. Ab dem Abend lauert die nachtaktive Vogelspinne am Röhrenausgang auf Beutetiere, tagsüber bleibt sie meist in der Röhre verborgen. Bei Begegnung mit potentiellen Prädatoren (Fressfeinden) versucht die Art zunächst zu fliehen. In die Enge getrieben verteidigt sie sich entweder durch eine Drohgebärde oder notfalls mittels eines Giftbisses oder den Brennhaaren. Die Kleinere Kolumbianische Riesenvogelspinne hält keine Winterruhe.

### Fortpflanzung
Zwei bis drei Monate nach einer geglückten Paarung zieht sich das begattete Weibchen in seine Wohnröhre zurück und stellt nach einem weiteren Monat einen Eikokon her. Sofern sich das Weibchen zwischen der Paarung und der Kokonherstellung häutet, bleiben die Eier unbefruchtet. Nach etwa fünf Wochen schlüpfen aus einem Kokon mit befruchteten Eiern die 50 bis 100 Jungtiere, die vergleichsweise schnell heranwachsen. Das Weibchen von der Kleineren Kolumbianischen Riesenvogelspinne erreicht eine Lebensdauer von 12 bis 15, das Männchen eine von drei bis vier Jahren.

## Terraristik
Bedingt durch ihre Farbgebung und ihre Größe zählt die Kleinere Kolumbianische Riesenvogelspinne zu den begehrteren Vogelspinnenarten in der Terraristik. Der Halter sollte sich allerdings der vergleichsweise hohen Reizbarkeit und Fähigkeit zur Bombardierung der Spinne bewusst sein. Außerdem sind die notwendigen Mindestmaße für ein Terrarium, bedingt durch die Größe der Art, vergleichsweise hoch. Da die Verpaarung der Art in Gefangenschaft nicht wirklich oft gelingt, siehe dazu auch das Kapitel Fortpflanzung, sind viele der im Handel angebotenen Exemplare recht teure Wildfänge.

## Systematik
Von Anton Ausserer wurde die Kleinere Kolumbianische Riesenvogelspinne 1875 als Art der Vogelspinnengattung Lasiodora mit der Bezeichnung L. immanis erstbeschrieben. Als Eugène Simon 1891 die Gattung Xenesthis beschrieb, ordnete er auch diese Art ein, wo sie zuerst jedoch die Bezeichnung Xenesthis colombiana erhielt. Von Reginald Innes Pocock wurde 1901 die noch heute gängige Bezeichnung Xenesthis immanis eingeführt. Das männliche Typusexemplar stammte aus der Region Bogotá (Kolumbien), das weibliche aus der von Caracas (Venezuela). Die Kleinere Kolumbianische Riesenvogelspinne ist die Typusart ihrer Gattung. Nicht selten wird die falsche Bezeichnung Xenesthis immansis für die Art verwendet.

## Wechselbeziehung mit Fröschen
Die Kleinere Kolumbianische Riesenvogelspinne erlangte neben ihrem Erscheinungsbild eine gewisse Bekanntheit durch eine angebliche mutualistische Beziehung mit der Froschart Chiasmocleis ventrimaculata. Dabei wurde beobachtet, dass die Vogelspinne den kleinen Engmaulfrosch nicht nur als Beute verschmäht, sondern sogar in ihrer Wohnröhre Unterschlupf finden lässt, obwohl sie andere kleine Frösche durchaus angreifen und verdauen kann. Es wurde angenommen, dass der Frosch als Gegenleistung in dieser Beziehung Ameisen, die der Brut der Spinne gefährlich werden könnten, vertilgt. Die amerikanische Arachnologin Jolene Csakany widerlegte 2002 jedoch die zuvor angenommene Behauptung, dass es sich bei der in dieser wechselseitigen Beziehung mit eingebundenen Vogelspinne um die Kleinere Kolumbianische Riesenvogelspinne handelte. Diese kommt nämlich in Peru, wo Chiasmocleis ventrimaculata lebt, nicht vor. Statt dieser soll es sich um eine bisher unbeschriebene Art der Vogelspinnen-Gattung Pamphobeteus handeln, die diese mutualistische Beziehung eingeht.